# Socket FS1
Le Socket FS1 est destiné aux ordinateurs portables équipés d'APU AMD portant les noms de code Llano, Trinity et Richland (Socket FS1r2).
Les produits de marque « Llano » combinent un CPU K10 avec un GPU Cedar (VLIW5), l’accélération vidéo UVD 3 (en) et la prise en charge multi-moniteurs basée sur AMD Eyefinity d’un maximum de trois moniteurs DisplayPort.
Les produits de marque « Trinity » et « Richland » combinent un CPU Piledriver avec un GPU Northern Islands (VLIW4), l’accélération vidéo UVD 3 et VCE 1 (en) et la prise en charge multi-moniteurs basée sur AMD Eyefinity d’un maximum de quatre moniteurs DisplayPort.
Bien que les processeurs de bureau AMD soient disponibles dans un boîtier à 722 broches (le socket AM1 (FS1b)), il n’est pas clair si ces processeurs de bureau seront compatibles avec le socket FS1 ou vice versa.
Il s’agit du dernier socket à matrice de broches (PGA) pour les processeurs pour PC portables d’AMD - tous les processeurs pour PC portables des microarchitectures succédant à Piledriver sont exclusivement disponibles dans un boîtier à matrice de billes (BGA), par exemple les processeurs pour PC portables basés sur Steamroller utilisent le socket FP3, qui est un socket μBGA. Intel a également adopté la même pratique, en commençant par la microarchitecture Broadwell.